# Neuropéptido Y
El neuropéptido Y (NPY) es uno de los neuropéptidos más abundantes del cerebro; también está presente en el sistema nervioso periférico.
El NPY participa en varios procesos fisiológicos tales como la regulación del apetito, la homeostasis energética, el ritmo circadiano y la cognición. También es un componente clave en la respuesta al estrés, presentando propiedades ansiolíticas
En el cerebro el NPY se encuentra en la corteza, el hipocampo, el rombencéfalo y el hipotálamo.

## Historia
El Neuropéptido Y (NPY en inglés) fue descubierto en el año 1982 por Tatemoto & Mutt.

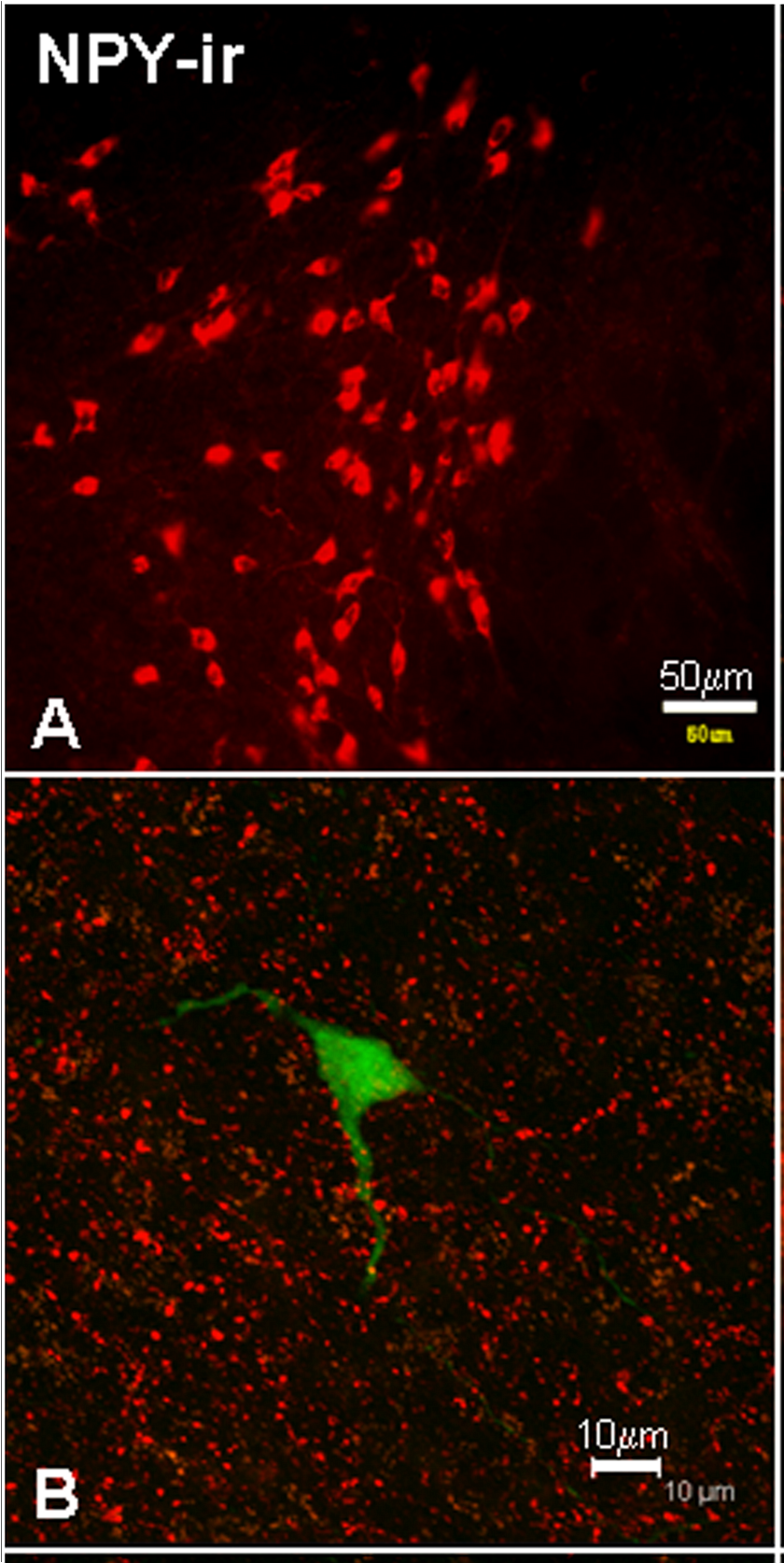
Axones NPY (en rojo), sobre célula GnRH (en verde).

## Estructura
El NPY es un péptido de 36 aminoácidos perteneciente a la familia de los "péptidos biológicamente activos" junto con el péptido YY y el polipéptido pancreático (PP).

## Funciones
El NPY ejerce una gran cantidad de funciones, regulando múltiples vías neuronales. Ha sido implicado en la capacidad de aprendizaje, memoria, epilepsia, ritmos circadianos, ansiedad, regulación térmica y liberación de hormonas de la adenohipófisis (adrenocorticotrópica, luteinizante y del crecimiento).

## Papel en la regulación del apetito
Las señales aferentes neurales y humorales para coordinar la ingesta se interpretan e integran en el hipotálamo. Las sustancias que actúan para aumentar el apetito y disminuir el gasto energético proceden del sistema gastrointestinal (ghrelina y factor liberador de hormona de crecimiento), y del sistema nervioso central (neuropéptido Y, orexinas y canabinoides).

El papel del NPY en la regulación del balance energético forma parte del sistema lipoestabilizador junto con la leptina y la hormona liberadora de corticotropina (CRH).

Los niveles altos de NPY en el fluido cerebroespinal se asocian con una elevada ingestión de comida y una actividad física disminuida. 
La leptina, producida por los adipocitos en respuesta a los altos niveles de grasa, es detectada por el núcleo arcuato del hipotálamo. 
La actividad incrementada en el núcleo arcuato actúa sobre el núcleo paraventricular para inhibir la producción de NPY en ese lugar, reduciendo así el apetito.

La actividad del núcleo arcuato también estimula la liberación de CRH, que también disminuye el deseo de alimentarse e incrementa el gasto energético.

## Receptores
La proteína receptora sobre la que opera el NPY es un receptor acoplado a proteínas G de la familia de los receptores para la rodopsina. Es un receptor de siete dominios transmembranales, y han sido identificados cinco subtipos en mamíferos, cuatro de los cuales son funcionales en humanos. Los subtipos Y1 e Y5 juegan un papel en la estimulación del apetito, mientras que el Y2 y el Y4 parece que actúan inhibiendo el apetito (saciedad).